# Ассоциация спорта и национальный олимпийский комитет Тувалу
Ассоциация спорта и национальный олимпийский комитет Тувалу (англ. Tuvalu Association of Sports and National Olympic Committee) — организация, представляющая Тувалу в международном олимпийском движении. Основана в 2004 году, зарегистрирована в МОК в 2007 году.
Штаб-квартира расположена в Фунафути. Является членом Международного олимпийского комитета, Национальных олимпийских комитетов Океании и других международных спортивных организаций. Осуществляет деятельность по развитию спорта на Тувалу.